# بتلفیلد ۱۹۴۲
بتلفیلد ۱۹۴۲ (انگلیسی: Battlefield 1942) یک بازی ویدئویی در سبک تیراندازی اول شخص است که توسط الکترونیک آرتس و در سال ۲۰۰۲ منتشر شد. بتلفیلد ۱۹۴۲ در پلت‌فرم‌های مایکروسافت ویندوز و مک‌اواس منتشر شده‌است.

## گیم پلی بازی
```
Battlefield 1942 برخلاف بازی‌های مشابه قبلی، بیشتر بر همکاری گروهی تمرکز دارد. در این بازی، نه تنها از بین بردن حریفان مهم است، بلکه کنترل نقاط استراتژیک معروف به "نقاط کنترل" در نقشه نیز اهمیت ویژه‌ای دارد. تصرف این نقاط به تیم شما امکان می‌دهد نیروها و وسایل نقلیه جدیدی در آن منطقه ظاهر شوند (اسپاون کنند) و در عین حال توانایی حریف را برای تقویت نیروهایش کاهش می‌دهد. Battlefield 1942 از اولین بازی‌های تیراندازی اول شخص بود که به جای تشویق سبک بازی انفرادی، بر کار تیمی و هماهنگی تاکید ویژه داشت.  
```

حالت پیش‌فرض بازی با نام Conquest، حول محور تصرف این نقاط کنترل می‌چرخد که به عنوان محل ظهور مجدد بازیکنان نیز عمل می‌کنند. هر مسابقه محدودیت زمانی مشخصی دارد و هر تیم با تعداد معینی بلیت (Ticket) شروع می‌کند که با هر بار ظهور مجدد بازیکنانش کاهش می‌یابد. اگر تیمی هیچ نقطه کنترلی در اختیار نداشته باشد، بازیکنانش تنها در صورت تصرف یک نقطه توسط هم‌تیمی‌های باقی‌مانده می‌توانند دوباره وارد بازی شوند. وقتی تعداد بلیت‌های یک تیم به صفر برسد، امکان ظهور مجدد برای بازیکنان آن تیم وجود نخواهد داشت.  
از دست دادن بلیت‌ها نه تنها با کشته شدن بازیکنان، بلکه با کنترل نقاط کمتر نسبت به تیم حریف نیز اتفاق می‌افتد. هرچه اختلاف تعداد نقاط تحت کنترل بین دو تیم بیشتر باشد، تیم دارای نقاط کمتر با سرعت بیشتری بلیت از دست خواهد داد. این مکانیسم بازیکنان را به تصرف و دفاع از نقاط کنترل تشویق می‌کند. یک تیم زمانی برنده می‌شود که تمام بازیکنان تیم مقابل یا بلیتی نداشته باشند یا جایی برای ظهور مجدد در اختیار نداشته باشند. در برخی موارد، وقتی بلیت‌ها و نقاط ظهور مجدد یک تیم به پایان می‌رسد، بازیکنان آن تیم به جای درگیری مستقیم، مخفی می‌شوند تا بازی با اتمام زمان به نتیجه برسد. این وضعیت تیم برنده را مجبور می‌کند پیش از پایان زمان مسابقه، بازیکنان مخفی شده را پیدا و حذف کنند.